# 沃斯克列先卡 (普里阿佐夫西克區)
46°48′49″N 35°52′29″E / 46.81361°N 35.87472°E
沃斯克列先卡（烏克蘭語：Воскресенка）是位於烏克蘭東南部的村莊，由扎波羅熱州梅利托波爾區的新瓦西利夫卡市鎮負責管轄。該村處於梅特羅茲利河畔，距離新米科拉伊夫卡1公里，始建於1887年，面積3.94平方公里，海拔高度18米，2001年人口763。